# سایتاما ۵۶۱۸
سیارک ۵۶۱۸ (به انگلیسی: 5618 Saitama، نامگذاری:1990EA) پنج هزار و ششصد و هجدهمین سیارک کشف شده‌است که در ۴ مارس ۱۹۹۰ کشف شد.
قدر مطلق سیارک برابر ۱۴٫۰۰ است.